# さよなら「友達にはなりたくないの」
「さよなら「友達にはなりたくないの」」（さよなら ともだちにはなりたくないの）は、後藤真希の12枚目のシングル。2004年11月17日発売。

## 解説
前作のはたけに続き、本作はたいせーが楽曲提供した。
特典付初回限定盤と通常盤の2形態で発売。

## 収録曲
全作詞：つんく
1. さよなら「友達にはなりたくないの」
作曲：たいせー　編曲：鈴木Daichi秀行
2. ALL MY LOVE 〜22世紀〜
作曲：つんく　編曲：AKIRA
3. さよなら「友達にはなりたくないの」(Instrumental)

## 参加ミュージシャン
さよなら「友達にはなりたくないの」
- プログラミング&ギター：鈴木Daichi秀行
- アコースティックギター：こーじ

ALL MY LOVE 〜22世紀〜
- 全ての楽器&コーラス：AKIRA